# Svjetsko prvenstvo u rukometu – Francuska 1970.
Svjetsko prvenstvo u rukometu 1970. održano je u Francuskoj od 26. veljače do 8. ožujka. 
Svjetski prvaci postali su Rumunji koji su u finalu poslije dva produžetka savladali reprezentaciju DR Njemačke.

## Prva faza natjecanja

### Grupa A
- DR Njemačka - Sovjetski Savez 13:11
- Švedska - Norveška 8:6
- Sovjetski Savez - Norveška 10:9
- Švedska - DR Njemačka 11:9
- DR Njemačka - Norveška 10:8
- Sovjetski Savez - Švedska 12:11

1. Švedska 4
2. DR Njemačka 4
3. Sovjetski Savez 4
4. Norveška 0

### Grupa B
- Čehoslovačka - Japan 19:9
- SFR Jugoslavija - SAD 34:8
- Čehoslovačka - SAD 23:9
- SFR Jugoslavija - Japan 17:17
- Japan - SAD 21:15
- Čehoslovačka - SFR Jugoslavija 16:15

1. Čehoslovačka 6
2. SFR Jugoslavija 3
3. Japan 3
4. SAD 0

### Grupa C
- Rumunjska - Francuska 12:9
- SR Njemačka - Švicarska 11:10
- Rumunjska - Švicarska 22:7
- SR Njemačka - Francuska 15:12
- Francuska - Švicarska 15:12
- SR Njemačka - Rumunjska 15:14

1. SR Njemačka 6
2. Rumunjska 4
3. Francuska 2
4. Švicarska 0

### Grupa D
- Danska - Poljska 23:16
- Mađarska - Island 19:9
- Danska - Island 19:13
- Mađarska - Poljska 15:9
- Island - Poljska 21:18
- Mađarska - Danska 24:19

1. Mađarska 6
2. Danska 4
3. Island 2
4. Poljska 0

## Druga faza natjecanja

### Glavna runda
- Rumunjska - Švedska 15:13
- Danska - Čehoslovačka 18:16
- DR Njemačka - SR Njemačka 18:17 (poslije produžetaka)
- SFR Jugoslavija - Mađarska 11:10

### Polufinale
- Švedska - Čehoslovačka 12:11
- Rumunjska - Danska 18:12
- SR Njemačka - Mađarska 15:13
- DR Njemačka - SFR Jugoslavija 17:13

### Utakmice za plasman
- Za 7. mjesto
  - Čehoslovačka - Mađarska 21:14
- Za 5. mjesto
  - SR Njemačka - Švedska 15:14
- Za 3. mjesto
  - SFR Jugoslavija - Danska 29:12
- Finale
  - Rumunjska - DR Njemačka 13:12 (poslije 2 produžetka)

## Konačni poredak
1. Rumunjska
2. DR Njemačka
3. SFR Jugoslavija
4. Danska
5. SR Njemačka
6. Švedska
7. Čehoslovačka
8. Mađarska

## Vanjske poveznice
- Statistika IHF-a  Arhivirana inačica izvorne stranice od 15. kolovoza 2012. (Wayback Machine)